# Nebel und Sonne
Nebel und Sonne ist ein deutsches Filmdrama von Joe May aus dem Jahre 1916. 

## Handlung
Abraham Löwenberg, Vater von Ruth Löwenberg, wird des Mordes angeklagt und für schuldig befunden. Seine Tochter verdingt sich daraufhin als Gouvernante in der Großstadt. Dort macht sie zudem Karriere als Sängerin. Graf Marlitz, der sich in sie verliebt, heiratet sie. Sie schenkt ihm einen Sohn. Als der Vater aus dem Gefängnis kommt, stellt sie ihr Mann vor die Wahl zwischen ihm und ihrem Vater. Sie entscheidet sich für ihren Vater und überlässt ihrem Mann ihren Sohn. Jahre später, Marlitz ist erneut verheiratet, erkrankt der Sohn. Die Stiefmutter entscheidet, dass er operiert werden muss. Ruth, die inzwischen unerkannt als Erzieherin für ihren Sohn angestellt wurde, gibt sich zu erkennen und verhindert die Operation. Die Gräfin lässt sich daraufhin scheiden und Ruth pflegt ihren Sohn gesund. Der Graf und Ruth werden nun für immer vereint. 

## Hintergrund
Die Autorin der literarischen Vorlage war Ruth Goetz. Produziert wurde er von May-Film GmbH Berlin. Er hatte eine Länge von fünf Akten. Die Berliner Polizei belegte ihn im April 1916 mit einem Jugendverbot (Nr. 39200). Die Uraufführung fand am 21. April 1916 im Tauentzien-Palast Berlin statt.